# Strangolatori di Hillside
I delitti dello Strangolatore di Hillside, in seguito degli Strangolatori di Hillside, sono stati una serie di omicidi perpetrati da due serial killer che terrorizzarono Los Angeles fra l'ottobre 1977 e il febbraio 1978. Il termine ebbe origine dal fatto che molti dei cadaveri delle vittime furono ritrovati sulle colline che circondano Los Angeles.
Inizialmente si credette che l'autore dei crimini fosse un unico individuo, tuttavia la polizia, esaminando le posizioni dei corpi, arrivò alla conclusione che gli assassini fossero due e che operassero in coppia. I colpevoli risultarono essere i cugini Kenneth Bianchi e Angelo Buono, che furono arrestati per aver rapito, stuprato, torturato e ucciso almeno dieci bambine e donne di età compresa tra i 12 e i 28 anni.
Gli omicidi ebbero inizio con la morte di tre prostitute trovate nude e strangolate sulle colline a nord-est di Los Angeles, fra l'ottobre e l'inizio del novembre 1977. Fu solo quando le donne assassinate non furono più soltanto prostitute, ma anche ragazze della buona borghesia che venivano rapite in quartieri della classe media, che i mass media nazionali cominciarono a prestare attenzione al caso.
Seguirono altri due omicidi a dicembre e febbraio, poi le uccisioni cessarono improvvisamente. Un'estesa opera di investigazione portò all'arresto di Bianchi nel febbraio 1979 per l'omicidio di due ragazze nello Stato di Washington e al conseguente collegamento con il caso dello strangolatore di Hillside. Bianchi parlò del coinvolgimento del cugino Angelo Buono, che venne a sua volta arrestato. In quello che si rivelò essere il più costoso procedimento giudiziario della California all'epoca, Bianchi e Buono furono giudicati colpevoli e condannati all'ergastolo.

## Antefatto

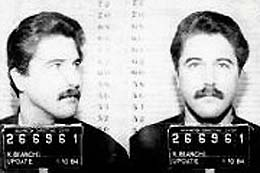
Kenneth Bianchi nel 1979

Nel gennaio 1976, Kenneth Bianchi lasciò Rochester, New York, per trasferirsi a Los Angeles, California, a vivere con suo cugino, Angelo Buono Jr. Buono era un forte modello di virilità per il docile e timido Bianchi. Quando Bianchi fu a corto di denaro, Buono se ne uscì con l'idea di prendere due o tre ragazze e farle lavorare per loro come prostitute.
Due adolescenti scappate da casa, Sabra Hannan e Becky Spears, conobbero Bianchi e Buono e, dopo poco tempo, furono costrette a prostituirsi per loro, finché Spears incontrò l'avvocato David Wood, che si interessò alla sua situazione e la fece fuggire dalla città. Poco tempo dopo, incoraggiata dalla fuga della Spears, anche Sabra Hannan abbandonò Bianchi e Buono.
I due dovettero quindi procurarsi altre ragazze, preferibilmente adolescenti. Fingendosi poliziotti, riuscirono a "reclutare" un'altra ragazza da avviare alla prostituzione. Inoltre, acquistarono da una passeggiatrice di nome Deborah Noble, una presunta lista di personaggi influenti che frequentavano abitualmente prostitute, con l'intenzione di ricattarli in seguito. Deborah e la sua amica Yolanda Washington, consegnarono la lista a Buono nell'ottobre 1977.

## Omicidi

### Yolanda Washington
A Yolanda capitò di dire a Buono che esercitava la sua professione sempre su un certo tratto di Sunset Boulevard. Quando Bianchi e Buono scoprirono che Deborah li aveva ingannati perché la lista era falsa, decisero di scatenare la loro rabbia su Yolanda. Il suo corpo nudo fu ritrovato il 17 ottobre 1977, su una collina vicino all'autostrada di Ventura, ed il detective Frank Salerno del Dipartimento dello sceriffo di Los Angeles, fu chiamato sulla scena del crimine. Venne appurato che il cadavere era stato pulito prima di essere scaricato; lievi segni erano visibili intorno al collo, ai polsi e alle caviglie dove era stata usata una corda. La vittima era stata anche ripetutamente violentata.

### Judy Miller
Il 1º novembre 1977 la polizia rinvenne il cadavere nudo di un'adolescente nei pressi di Alta Terrace Drive a La Crescenta, un sobborgo a 12 miglia a nord di Los Angeles, nel giardino di un'abitazione privata. Il proprietario di casa aveva coperto con un telo il corpo prima dell'arrivo della polizia nelle prime ore del mattino perché non voleva che lo vedessero i bambini che andavano a scuola. Segni di corde erano presenti su collo, polsi e caviglie. La ragazza era stata strangolata. Il corpo era stato scaricato nel giardino da un'auto, indicando che la ragazza era stata uccisa altrove.
Inoltre, il detective Salerno trovò un piccolo pezzo di lanugine di colore chiaro su una palpebra della ragazza e lo diede agli esperti forensi. Il verdetto del coroner indicò che la ragazza era stata violentata e sodomizzata prima di essere strangolata a morte. Il corpo fu identificato essere quello della quindicenne Judith Lynn Miller, ex studentessa della Hollywood High School e prostituta occasionale senza fissa dimora. Judith era stata vista per l'ultima volta il 31 ottobre 1977, mentre parlava a un uomo in auto lungo Sunset Blvd vicino alla Carneys Express Limited.

### Lissa Kastin
Cinque giorni dopo, il 6 novembre 1977, il corpo nudo di un'altra vittima fu scoperto nei pressi del Chevy Chase Country Club, a Glendale, California. Come la Miller, era stata legata (collo, polsi e caviglie), strangolata e brutalmente stuprata, ma non sodomizzata. La donna venne identificata essere Elissa Teresa "Lissa" Kastin, 21 anni, vista per l'ultima volta mentre usciva dal ristorante dove lavorava. La Kastin era anche una ballerina professionista degli L.A. Knockers ed a differenza delle vittime precedenti non era mai stata una prostituta.

### Tentato omicidio di Catharine Lorre Baker
All'inizio del novembre 1977 gli assassini approcciarono la ventiquattrenne Catharine Lorre Baker, figlia dell'attore Peter Lorre (celebre per aver interpretato un serial killer nel film di Fritz Lang M - Il mostro di Düsseldorf), con l'intenzione di rapirla e ucciderla. Tuttavia, quando scoprirono la sua identità, la lasciarono andare via. La ragazza non realizzò di essere stata fermata per un controllo dei documenti dai due falsi agenti di polizia in borghese che si rivelarono essere gli strangolatori di Hillside, fino a quando non furono arrestati e vide i loro volti sui giornali e in televisione.

### Dolly Cepeda e Sonja Johnson
Domenica 13 novembre 1977 due ragazze, la dodicenne Dolores Ann "Dolly" Cepeda e la quattordicenne Sonja Marie Johnson, salirono a bordo di un RTD bus davanti al The Eagle Rock Plaza per tornare a casa. Furono viste da alcuni testimoni scendere dall'autobus tra York Blvd ed Ave 46 e parlare con due uomini in auto che le avevano approcciate. I loro cadaveri furono trovati da un bambino di nove anni durante una caccia al tesoro su una collina vicino al Dodger Stadium, il 20 novembre 1977. Entrambi i corpi delle ragazze erano in stato di decomposizione. Successivi esami autoptici determinarono che erano state entrambe strangolate e violentate.

### Kristina Weckler
Il 20 novembre 1977 degli escursionisti trovarono il corpo della ventenne Kristina Weckler, studentessa all'Art Center College of Design, su una collina tra Glendale ed Eagle Rock. Quando il corpo fu esaminato dal detective Grogan, i segni della legatura erano sui polsi, sulle caviglie e sul collo, e quando egli rigirò il cadavere, c'erano evidenti lividi sui seni e il sangue trasudava dal retto. A differenza delle tre vittime precedenti furono trovati due segni di puntura d'ago sulle braccia, ma niente indicava con certezza che la ragazza fosse una tossicodipendente. Successivamente venne appurato che alla Weckler era stato iniettato del Windex, un detergente per superfici dure.

### Jane King
Il 23 novembre 1977 il cadavere decomposto di Evelyn Jane King, 28 anni, attrice dichiarata ufficialmente scomparsa il 9 novembre, fu trovato vicino a Los Feliz nei pressi della Golden State Freeway. L'avanzato stato di decomposizione non permise di determinare se la ragazza era stata violentata o torturata, ma la morte fu attribuita a strangolamento. In risposta le autorità crearono una task force (inizialmente composta da 30 agenti del LAPD, dal Dipartimento dello sceriffo e dal Glendale Police Department) per catturare quello che al momento veniva definito lo "strangolatore di Hillside" (ancora al singolare).

### Lauren Wagner
Il 29 novembre 1977 la polizia trovò il corpo della diciottenne Lauren Rae Wagner, studentessa in economia che viveva con i genitori nella San Fernando Valley, sulle colline nei dintorni di Los Angeles. Anche lei era stata legata a mani, piedi e collo. C'erano inoltre segni di bruciature di sigaretta sul suo cadavere. I genitori di Lauren la attendevano a casa per mezzanotte, e alla mattina trovarono la sua auto parcheggiata accanto alla strada con la portiera aperta. Il padre chiese informazioni ai vicini per sapere se avessero visto qualcosa. Una donna gli disse di aver visto Lauren mentre parlava con due uomini: uno alto e giovane, l'altro più vecchio e basso e con i capelli molto folti.

### Kimberly Martin
Il 14 dicembre 1977 su un terreno deserto vicino al municipio di Los Angeles fu rinvenuto il cadavere della prostituta diciassettenne Kimberly Diane Martin, nuda e con segni di tortura. La Martin si era da poco unita a un'agenzia di ragazze squillo a chiamata, perché aveva paura di lavorare da sola in strada dato che era in circolazione lo "strangolatore".

### Cindy Hudspeth
L'ultima vittima degli strangolatori di Hillside fu scoperta a Los Angeles il 17 febbraio 1978, quando un elicottero che sorvolava la zona notò una Datsun di colore arancione abbandonata in un dirupo nella Los Angeles National Forest. La polizia trovò nel bagagliaio dell'auto la ventenne Cindy Lee Hudspeth, studentessa e cameriera part-time. Il corpo recava segni di tortura e stupro. Apparentemente, sembrò che la vittima fosse stata strangolata e chiusa nel bagagliaio dell'auto, la quale fu spinta giù nel dirupo.

## Indagini, cattura e processo
Nel gennaio 1979 la polizia accusò Bianchi e Buono di essere gli "strangolatori di Hillside". Bianchi se ne era andato a Bellingham, Washington, dove fu arrestato per lo stupro e l'omicidio di due donne che aveva attirato a casa sua con la scusa di un colloquio di lavoro come collaboratrice domestica. Bianchi invocò l'infermità mentale, dichiarando di essere un sociopatico affetto da personalità multipla. Lo psichiatra Martin Theodore Orne, esaminò Bianchi e ritenne che fingesse di avere un disordine della personalità, quindi Bianchi fu dichiarato sano di mente e ammise le sue colpe, confessando i delitti e chiamando in causa anche il cugino Angelo Buono, accettando di testimoniare contro di lui, in cambio di una riduzione di pena.
Alla conclusione del processo a Buono nel 1983, il giudice Ronald M. George della Corte Suprema della California, durante la lettura della sentenza disse: «Non avrei la minima riluttanza a imporre la pena di morte in questo caso se fosse in mio potere farlo. Ironia della sorte, sebbene questi due imputati abbiano utilizzato quasi ogni forma di esecuzione legalizzata contro le loro vittime, gli imputati sono sfuggiti a qualsiasi forma di pena capitale». Bianchi sta scontando l'ergastolo nel Washington State Penitentiary a Walla Walla, Washington. Buono è morto in carcere a causa di un infarto il 21 settembre 2002, presso la Calipatria State Prison della California, dove stava scontando l'ergastolo.

## Veronica Compton
Nel 1980 Bianchi cominciò dal carcere una relazione sentimentale a distanza con una donna di nome Veronica Compton. Durante il processo, lei testimoniò in suo favore. In seguito finì in prigione per aver tentato di strangolare una donna in un motel, con le stesse modalità degli strangolatori di Hillside, così da scagionare Bianchi del quale era innamorata. Bianchi le aveva anche consegnato di nascosto, durante un colloquio in carcere, un campione del suo sperma che la donna avrebbe dovuto spargere sulla scena del crimine. La Compton è uscita di prigione nel 2003.

## Riferimenti nella cultura di massa

### Cinema
| Anno | Titolo                                  | Note              | Note                | Note                                                                                              |
| Anno | Titolo                                  | Angelo Buono      | Kenneth Bianchi     |                                                                                                   |
| ---- | --------------------------------------- | ----------------- | ------------------- | ------------------------------------------------------------------------------------------------- |
| 1989 | Gli strangolatori della collina         | Dennis Farina     | Billy Zane          | Film per la televisione; basato sul libro Two of a Kind: The Hillside Stranglers di Darcy O'Brien |
| 2001 | The Hillside Stranglers                 | Ron Gilbert       | Jeff Marchelletta   | Film tv; conosciuto anche con il titolo Supersleuth                                               |
| 2004 | The Hillside Strangler                  | Nicholas Turturro | C. Thomas Howell    |                                                                                                   |
| 2006 | Rampage: The Hillside Strangler Murders | Tomas Arana       | Clifton Collins Jr. | Distribuito direttamente in Home video                                                            |

### Arte
Nel 1977 le artiste Suzanne Lacy e Leslie Labowitz-Starus realizzano In Mourning and In Rage: un evento pubblico strutturato per attrarre l'attenzione della stampa. La performance consiste in un rituale laico che prevede un corteo, un carro funebre, un coro da tragedia greca con nove donne vestite di nero, una corifea in rosso e la collaborazione delle famiglie delle vittime. Tutto ciò avviene sulla scalinata monumentale del Municipio di Los Angeles. L'intenzione delle artiste è quella di decostruire la narrazione sensazionalistica che i media hanno fatto dei delitti e mostrare come essi siano espressione della società patriarcale. La risonanza mediatica del progetto ha conseguenze dirette in ambito amministrativo come il sostegno a corsi gratuiti di autodifesa o la creazione di elenchi di numeri di aiuto.

### Televisione
- Gli strangolatori di Hillside sono stati nominati in tre occasioni differenti nella serie televisiva Criminal Minds.
- Collen Hughes, dell'episodio Una dolce morte di CSI - Scena del crimine, è parzialmente ispirata a Veronica Compton.